# 838
838 (осемстотин тридесет и осма) година по юлианския календар е обикновена година, започваща във вторник. Това е 838-ата година от новата ера, 838-ата година от първото хилядолетие, 38-ата година от 9 век, 8-а година от 4-то десетилетие на 9 век, 9-а година от 830-те години.